# Lecythis persistens
Lecythis persistens är en tvåhjärtbladig växtart som beskrevs av Paul Antoine Sagot. Lecythis persistens ingår i släktet Lecythis och familjen Lecythidaceae.

## Underarter
Arten delas in i följande underarter:
- L. p. aurantiaca
- L. p. persistens